# Piotr Girdwoyń
Piotr Antoni Girdwoyń (ur. 21 stycznia 1973) – polski prawnik, profesor nauk prawnych, nauczyciel akademicki Uniwersytetu Warszawskiego, specjalista prawa karnego i kryminalistyki.

## Życiorys
Urodził się jako syn Andrzeja Karola Girdwoynia herbu Jastrzębiec i Anny Marczyńskiej.
W 1995 ukończył studia prawnicze na Wydziale Prawa i Administracji Uniwersytetu Warszawskiego. Tam też w 1999 otrzymał stopień naukowy doktora nauk prawnych, zaś w 2005 na podstawie dorobku naukowego oraz rozprawy pt. Zarys kryminalistycznej taktyki obrony uzyskał stopień doktora habilitowanego nauk prawnych. W 2012 prezydent RP Bronisław Komorowski nadał mu tytuł profesora nauk prawnych.
Od 1999 zawodowo związany z Wydziałem Prawa i Administracji Uniwersytetu Warszawskiego, dochodząc do stanowiska profesora. W 2011 uzyskał uprawnienia adwokata. W 2018 zaczął pracować w warszawskiej kancelarii Pietrzak Sidor & Wspólnicy.
W maju 2024 minister sprawiedliwości Adam Bodnar powołał go na stanowisko dyrektora Krajowej Szkoły Sądownictwa i Prokuratury.
Został członkiem Rady Naukowej Polskiego Towarzystwa Kryminalistycznego.
W 2015 został wyróżniony nagrodą „Złoty Paragraf” „Dziennika Gazeta Prawna” w kategorii najlepszy adwokat.

## Wybrane publikacje
- Wersje kryminalistyczne. O wykrywaniu przestępstw, Warszawa 2001.
- Zarys kryminalistycznej taktyki obrony, Kraków 2004.
- Zarys niemieckiego procesu karnego, Białystok 2006.
- Prawo karne i wymiar sprawiedliwości państw Unii Europejskiej (współautorzy: A. Adamski, J. Bojarski, P. Chrzczonowicz, M. Filar), Toruń 2007.
- Opinia biegłego w sprawach karnych w europejskim systemie prawnym. Perspektywy harmonizacji, Warszawa 2011[3]